# Palais du Midi
Le palais du Midi (en néerlandais : Zuidpaleis) est un ancien marché couvert construit à Bruxelles, boulevard Maurice Lemonnier, entre 1875 et 1880 sur les plans de l’architecte Wynand Janssens pour la Compagnie générale des Marchés.

## Histoire
Le palais du Midi a été construit à la suite du voûtement de la Senne, réalisé entre 1867 et 1872 sous l'égide du bourgmestre de Bruxelles, Jules Anspach. L'objectif de la Compagnie générale des Marchés était de stimuler l’activité commerciale de cette portion des boulevards du centre, jugée moins prestigieuse par la bourgeoisie de l'époque.

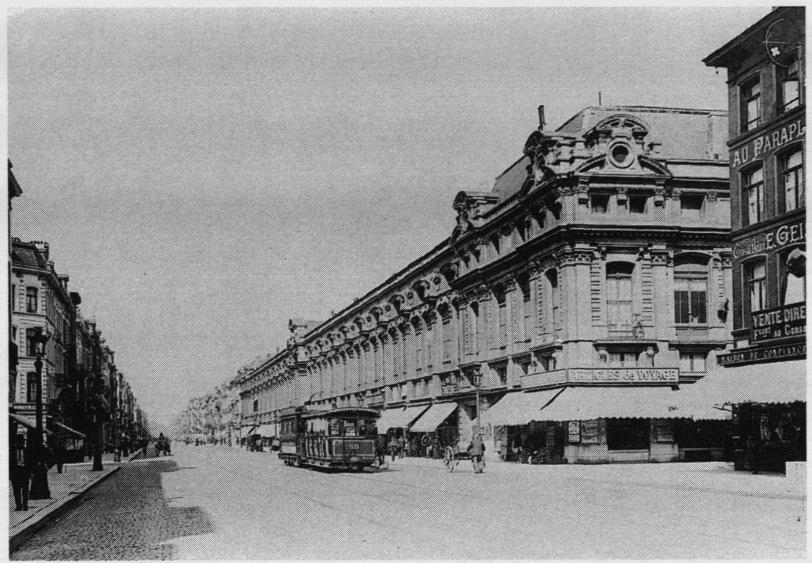
Palais du Midi, fin du XIXe siècle.

Le palais a connu une première campagne de rénovation et d’aménagement de 1924 à 1927, sur les plans de l’architecte M. Van Ysendijck et la dernière entre 1979 et 1992 par le bureau d'architectes A. et J. Polak.
Depuis 2016, la stabilité du palais, son intégrité voire son existence sont menacées par la construction d'un tronçon d'une nouvelle ligne de métro. Le Rapport sur les incidences environnementales du projet de modification partielle du plan régional d'affectation du sol du 6 juillet 2017 signale que le « projet risque de mettre en péril du patrimoine à l’inventaire (désordres dans la structure ou dans l’enveloppe du bâtiment) par le creusement du tunnel sous le Palais du Midi dans le prolongement de la station « Constitution » ».
En juin 2023, à la suite des difficultés rencontrées pour creuser un tunnel en sous-œuvre, le gouvernement bruxellois décide de démanteler le bâtiment pour permettre un creusement à ciel ouvert. Seules les façades seront conservées. La décision est vivement dénoncée par les organisations de sauvegarde du patrimoine, l'Atelier de recherche et d'action urbaines (ARAU) dénonçant un « urbicide ».

## Architecture
Imposant complexe commercial de style éclectique. Le palais est une œuvre imposante, décorée de pierre bleue et blanche, de Wynand Janssens, qualifié à l’époque de « désastreuse entreprise » par la presse spécialisée. Sur un rez-de-chaussée de vitrines d’étalage, les étages présentent de grandes baies, rendues possibles par l’emploi d’une structure métallique.
Utilisant des éléments classiques à titre décoratif, l’architecte a opté pour les mêmes pilastres colossaux sur l’ensemble de la façade, ce qui le contraint à multiplier les éléments de transition pour les adapter aux différentes élévations. Il en découle un foisonnement décoratif, alourdi encore par l’ornementation de style Second Empire (rosaces, frises de méandres ou de feuilles d’acanthe, festons, mascarons, mufles de lions, motifs d’abeilles et symboles d’Hermès).   
L’immense quadrilatère entoure deux vastes cours intérieures vitrées à l’origine, séparées par un passage couvert appelé « Passage du Travail ». Les angles et les parties centrales sont couverts de pignons monumentaux qui masquent parfois les ouvertures.

## Affectations

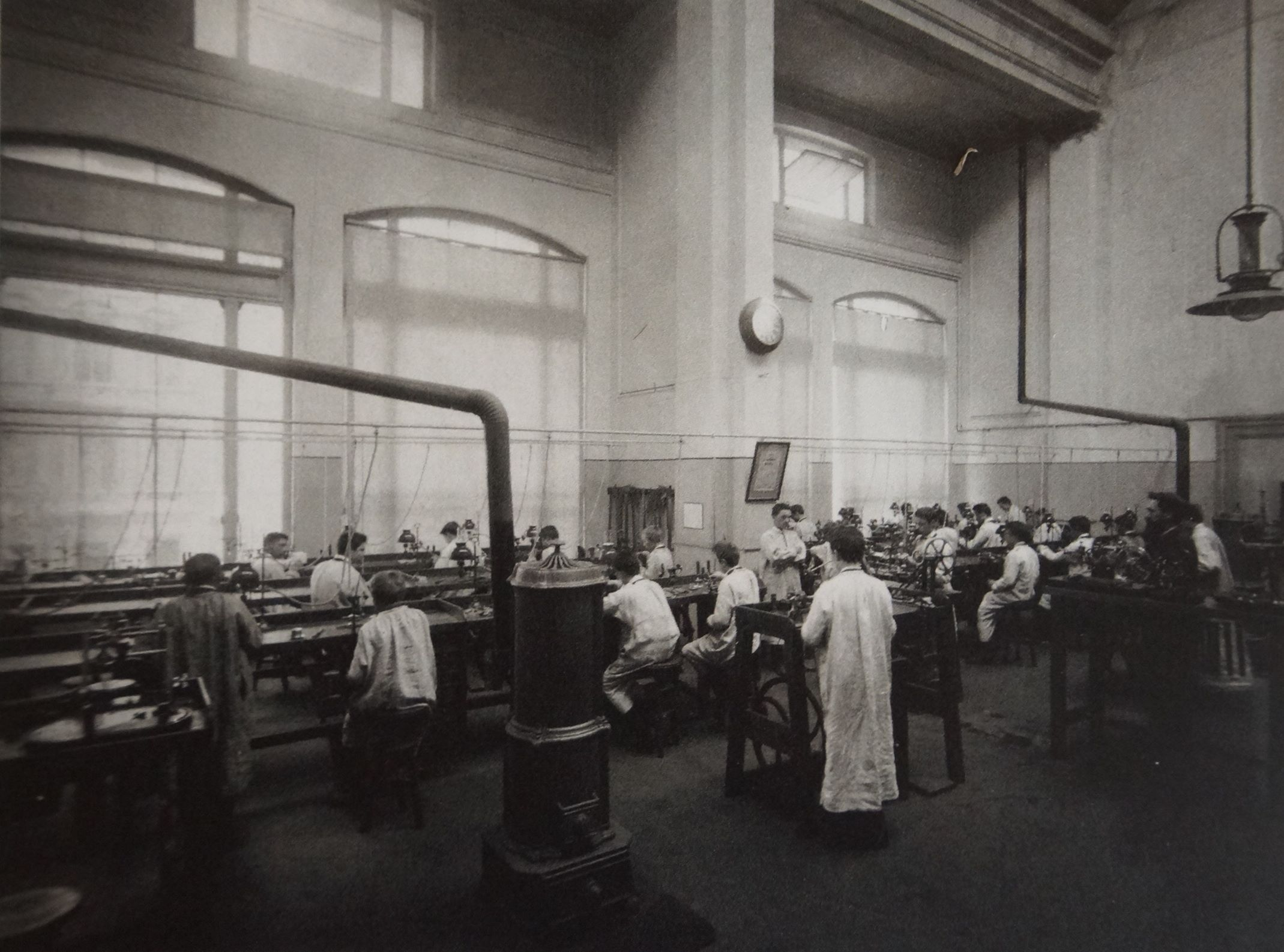
École nationale d'horlogerie dans le palais du Midi, vers 1900.

Promis à des fortunes diverses, ce marché-bazar a connu toutes sortes d’affectations. La vocation commerciale des rez-de-chaussée ne s’est jamais démentie. Par contre, les échoppes prévues au premier étage ont très vite cédé la place à l’école industrielle de la Ville. Celle-ci a racheté le complexe en 1907 pour le transformer petit à petit en locaux administratifs.  L’architecte qu’elle mandata à cette fin, Jules Jacques Van Ysendijck, équipa une salle des guichets dans l’aile sud, débarrassa la façade Lemonnier d’éléments décoratifs au profit de la lumière et gagna de la place sous toiture en dotant certaines ailes de mansardes.  Après l’adjonction d’un étage supplémentaire en retrait, une restauration en profondeur a été entreprise par phases entre 1979 et 1992 sous l’égide d’André et Jean Polak.  Sur des échoppes commerciales, le complexe abrite désormais un centre sportif dans l’aide nord, l’aile sud étant toujours occupée par un établissement scolaire.
Le palais du Midi abrite plusieurs salles de sport, dont l'école royale d'arts martiaux Yama Arashi, et celle du club de basket Royal IV Brussels (jusqu'en 2011 Royal Atomia Brussels). L'académie de musique, de danse et des arts de la parole de la capitale y possède également une filiale.

## Démolition?
En raison de problèmes techniques mal évalués, le chantier de la ligne du métro doit être revu et un démantèlement du Palais du midi est envisagé. Les occupants doivent être relogés. Le chantier, interrompu en 2021, est toujours à l'arrêt fin 2024.
Une demande de classement du bâtiment, introduite en 2024 par des riverains et les associations de défense du patrimoine, n'aboutit pas. Europa Nostra le reprend dans la liste des onze sites et monuments les plus menacés d'Europe.

## Accessibilité
Ce site est desservi par la station de prémétro Lemonnier.